# Raggi X
I raggi X (o raggi Röntgen) sono quella porzione di spettro elettromagnetico con lunghezza d'onda compresa approssimativamente tra 10 nanometri (nm) e 10 picometri (pm) - ossia tra 10-8 e 10-11 metri (m), o alternativamente tra 100 e 0,1 ångström (Å) - classificati come radiazioni ionizzanti, essendo in grado di strappare elettroni dagli atomi neutri che diventano ioni. I raggi X a piccole lunghezze d'onda hanno un potere di penetrazione molto elevato: solo spessori dell'ordine di centimetri di piombo o di decimetri di calcestruzzo possono fermarli.
A lunghezza d'onda superiore a 0,1 nm sono chiamati raggi X molli; a lunghezze minori, sono chiamati raggi X duri. I raggi X duri si affiancano ai raggi gamma, più energetici, ma vengono distinti da essi a seconda della loro origine: i fotoni X sono prodotti da variazioni della cinetica degli elettroni, mentre quelli gamma da transizioni e decadimenti all'interno di un nucleo atomico (origine nucleare), o dall'annichilazione tra un positrone ed un elettrone. Sono usati principalmente per fini medici (ad esempio le radiografie), nell'analisi chimica con la spettrofotometria XRF e nell'analisi della struttura dei materiali con la cristallografia a raggi X e con la spettroscopia di assorbimento dei raggi X. Le ricerche puntano a visualizzare strutture in vivo sempre più minute e in laboratorio si riescono a raggiungere risoluzioni di 62 nanometri. Raggi X di energie molto elevate, fino a diversi milioni di volt dei generatori, acceleratori di elettroni, vengono usati nella terapia dei tumori e in radiochirurgia permettendo interventi chirurgici di precisione non invasivi.

## Storia
Nell'aprile 1887, Nikola Tesla iniziò a studiare i raggi X usando sia i propri apparecchi che i tubi di Crookes. Dai suoi resoconti tecnici, si vede che inventò e realizzò uno speciale tubo a raggi X con un singolo elettrodo. I tubi di Tesla differivano dagli altri per non avere un elettrodo bersaglio. Spiegò tutto questo nella sua lezione sui raggi X del 1897, all'Accademia delle Scienze di New York. Nel 1892 Tesla aveva compiuto numerosi esperimenti in tal senso, ma non rese pubblici i suoi risultati. I suoi esperimenti successivi lo portarono ad avvertire la comunità scientifica per primo dei rischi biologici connessi all'esposizione dei raggi X.
Hermann von Helmholtz formulò una descrizione matematica dei raggi X. Ipotizzò una teoria della dispersione prima che Röntgen facesse le sue scoperte e annunci. La sua formula era basata sulla teoria elettromagnetica della luce.
William Crookes investigò gli effetti di scariche di energia in gas nobili e costruì quello che viene chiamato tubo di Crookes, poi evolutosi nel tubo radiogeno: un cilindro di vetro al cui interno è fatto il vuoto, contenente degli elettrodi a cui vengono applicate correnti ad alta tensione. A pressione ambientale esso emetteva luce visibile, che variava di tipo con il decrescere della pressione, fino ad affievolirsi sotto vuoto spinto, per poi spegnersi. Trovò che, disponendo delle pellicole fotografiche vicino al tubo, alcune venivano impressionate, ma non investigò questo aspetto. Difatti, in realtà l'emissione luminosa non si interrompeva come inizialmente aveva creduto, ma diventava invisibile solo all'occhio umano (dato che i raggi emessi lo attraversavano).

Schema della produzione di raggi X con un tubo radiogeno

Nel 1892, Heinrich Hertz dimostrò che i raggi catodici potevano passare attraverso fogli di metallo molto sottile (come l'alluminio). Philipp von Lenard, uno studente di Hertz, continuò ad investigare in merito, sviluppò una nuova versione del tubo catodico, e studiò la penetrazione dei raggi X attraverso vari metalli. Lenard, però, non si rese conto della natura della radiazione che stava producendo, che pensava invece fosse di tipo noto.
Sul ruolo di Wilhelm Röntgen nella scoperta dei raggi X non si hanno testimonianze certe in quanto Röntgen, nel suo testamento, espresse il desiderio che tutta la sua corrispondenza scientifica venisse bruciata. Secondo quanto ricostruito, l’8 novembre 1895, Röntgen stava facendo degli esperimenti con un tubo fluorescente, una capsula di vetro attraverso cui veniva fatta passare una corrente elettrica. Il fisico tedesco, distogliendo lo sguardo dall'apparecchio, notò che uno degli schermi posti a poca distanza dal tubo stava brillando. Questa luce era visibile solo in una certa posizione dove è situata una parte sensibile della retina. Röntgen aveva coperto il tubo con degli spessi fogli di cartoncino nero, quindi ciò che illuminava lo schermo era necessariamente invisibile a occhio nudo e in grado di penetrare lo strato di carta che copriva il tubo. Ripetendo l’esperimento più volte, si accertò di non aver commesso errori e chiese alla moglie di mettere la mano tra il tubo e la pellicola: così facendo ottenne la prima radiografia della storia.
Il fisico decise di chiamare i misteriosi raggi che avevano “stampato” la mano della moglie “X”, come il simbolo matematico che indica una quantità sconosciuta. Quello che il fisico tedesco aveva scoperto era che in certe condizioni gli elettroni emessi dai tubi con cui stava eseguendo l’esperimento si trasformano in una radiazione elettromagnetica con la capacità di penetrare quasi qualsiasi materiale. Nel 1901 il fisico tedesco ricevette il Premio Nobel aprendo un ampio studio sui suddetti raggi, sull'utilizzo di questi e sui fenomeni radioattivi. Nel 1912 il fisico Max von Laue (1879-1959), riuscì a dimostrare che i raggi X subiscono una diffrazione attraverso un cristallo: si capì così che i raggi X hanno un'origine ondulatoria. Undici anni dopo si provò definitivamente che le vibrazioni elettromagnetiche dei raggi X sono del tutto analoghe a quelle costituenti i raggi luminosi e gli ultravioletti: l’unica differenza tra i raggi X e quelli ultravioletti e luminosi era quindi la lunghezza d'onda. I raggi X vennero quindi utilizzati a fini pratici per applicazioni nel campo della radioscopia e radiografia che utilizzano le due più importanti proprietà dei raggi X: l’attitudine ad impressionare le lastre fotografiche e quella ad attraversare parecchie sostanze non trasparenti ai normali raggi luminosi.
L'uso dei raggi X per scopi medici fu iniziato da John Hall-Edwards a Birmingham, Inghilterra. Nel 1908 dovette farsi amputare il braccio sinistro a causa di una dermatite causata dai raggi X.

## Reazioni alla scoperta
Appena pochi giorni dopo la consegna del rapporto preliminare scritto da Röntgen, la notizia della scoperta fece il giro del mondo e il 5 gennaio 1896 comparvero i primi articoli sulla stampa ("Press" di Vienna) e dieci giorni dopo se ne interessò anche il New York Times. Il tenore degli articoli non fu gradito a Röntgen, che ravvisò sia un eccessivo tono sensazionalistico sia una marcata attenzione posta nei riguardi delle fotografie, a scapito di quello che secondo lo scienziato avrebbe dovuto essere il vero obiettivo delle inchieste e cioè la natura e le qualità dei raggi.

Inoltre qualche suo eminente collega, come ad esempio Lord Kelvin, si mostrò inizialmente scettico e non mancarono neppure numerose vignette umoristiche che evidenziarono un alto grado di fraintendimento sul senso della scoperta, e infine un buon numero di ciarlatani, come una ditta londinese che pubblicizzò la messa in commercio di una "biancheria a prova di raggi X"; o dei religiosi francesi che si appropriarono del fenomeno, sostenendo addirittura di poter fotografare l'anima.
Raggi X e raggi gamma, come le radiazioni ionizzanti in genere, sono classificati dagli anni settanta secondo lo IARC come agenti cancerogeni noti, nell'impiego radiologico e tomografico, e al contempo uno dei metodi di indagine più utili. Prima di sottoporsi a esami controproducenti, occorre che un esperto valuti il rapporto rischi-benefici, evitando che l'eccesso diagnostico si trasformi in una concausa della malattia.
Gli studi degli epidemiologi Alice Stewart e George Kneale hanno documentato tra il 1953 e il 1956 il rischio di malformazioni e di cancro nei neonati, se questi o le donne in gravidanza vengono sottoposti ai raggi X.

## Descrizione teorica dei raggi X

### Natura delle onde elettromagnetiche
Il fisico tedesco Heinrich Hertz dedusse dalle leggi di Maxwell, che ogni variazione del campo elettrico o del campo magnetico crea un'onda elettromagnetica. Questa perturbazione può essere causata, ad esempio, da una calamita che viene mossa avanti ed indietro, similmente all’onda creata da una perturbazione di una superficie d’acqua. Le onde elettromagnetiche che vengono esaminate di solito hanno delle frequenze molto più elevate.

Lo spettro elettromagnetico. La radiazione X (X-ray radiation) si trova nel diagramma a sinistra, tra la radiazione gamma e la radiazione ultravioletta.

#### Localizzazione raggi X nello spettro elettromagnetico
Lo spettro delle onde elettromagnetiche osservate dall’uomo copre delle frequenze che vanno approssimativamente da alcuni decimi di Hertz ad oltre {\displaystyle {10}^{25}~Hz}, corrispondenti a lunghezze d’onda rispettivamente più grandi della distanza tra Terra e Luna e più piccole dei nuclei atomici. Ne fanno parte, in ordine di energia e frequenza crescenti: le radioonde, le microonde, la radiazione infrarossa (IR), la luce visibile, la radiazione ultravioletta (UV), la radiazione X e la radiazione gamma (γ).
Tutti i tipi di onde elettromagnetiche seguono le stesse leggi e, sotto opportune condizioni, si comportano molto similmente, anche se, interagendo con la materia danno luogo a tanti fenomeni apparentemente molto diversi.
I raggi X sono radiazione elettromagnetica che viene creata «dal frenamento di particelle cariche o da transizioni elettroniche nei gusci atomici interni». Tipicamente si dice che hanno lunghezze d’onda comprese tra i {\displaystyle {10}^{-5}~\mathrm {\AA} } ed i {\displaystyle 100~\mathrm {\AA} }, anche se non si possono delimitare con precisione poiché i fenomeni sottostanti alla loro creazione si manifestano in una grande varietà di energie. Un fotone (cioè un quanto di radiazione elettromagnetica) γ e un fotone di radiazione X, possono avere la stessa energia, a differenza di un fotone blu ed uno verde, i quali hanno sempre lunghezze d’onda diverse. Il criterio che distingue i primi, non è tanto la loro energia, ma il loro processo di creazione. Tipicamente però la radiazione X si trova ad energie e lunghezze d’onda comprese tra la radiazione UV e la radiazione γ.

### Fenomeni di creazione di raggi X
La radiazione X è definita attraverso i meccanismi di creazione, i quali verranno esaminati di seguito e sono:
- La bremsstrahlung
- L’effetto fotoelettrico
- L’effetto Compton inverso

#### Bremsstrahlung
La bremsstrahlung (dal tedesco bremsen, “frenare” e Strahlung, “radiazione”; cioè “radiazione di frenamento”) è la radiazione emessa da particelle cariche quando esse subiscono un’accelerazione, in senso stretto, quando questa è negativa (cioè una decelerazione).
L’elettrodinamica quantistica (QED) afferma che l’interazione tra particelle dotate di carica elettrica avviene attraverso lo scambio di quanti del campo di gauge elettromagnetico; questi quanti sono i fotoni. Ad esempio, gli elettroni (come ben noto sono dotati di carica elettrica), si possono solo accelerare applicandovi un campo elettrico (a scale sulla Terra trascurabilmente piccole anche con campi gravitazionali). Se un elettrone subisce un’accelerazione sufficientemente intensa, può quindi emettere fotoni alle energie tipiche dei raggi X. Rispettando la conservazione dell’energia, con la diminuzione della sua energia cinetica, l’elettrone emette radiazione elettromagnetica di lunghezze d’onda che seguono dalla legge {\displaystyle \lambda ={\frac {hc}{\Delta E}}}.

Linee di campo (frecce) e modulo (colori) del campo magnetico creato da una carica negativa, che, propagandosi inizialmente in moto rettilineo uniforme, viene frenata bruscamente dando luogo a bremsstrahlung

#### Effetto fotoelettrico
L’effetto fotoelettrico si presenta irraggiando materiali con radiazione elettromagnetica. Superata una determinata frequenza soglia indipendente dall’intensità della radiazione, si possono misurare degli elettroni liberi. Dato che l’intensità della luce non influisce sulla frequenza soglia, essa non gioca alcun ruolo nella spiegazione dell'effetto. Il punto saliente, come capito da Einstein, è che la radiazione che colpisce gli atomi è quantizzata e che questi “quanti di luce”, ossia fotoni, sono descritti dall’espressione {\displaystyle E=h\nu }. Per essere staccato dall'atomo, un elettrone deve essere colpito da un singolo quanto di luce con energia, ossia frequenza, sufficientemente alta da superare il potenziale attrattivo del nucleo.
Albert Einstein nel suo “annus mirabilis” (1905), sviluppò non solo la Teoria della Relatività Ristretta, da cui derivò la celeberrima equivalenza tra massa ed energia ({\displaystyle E=m{c}^{2}}), ma interpretò anche correttamente l’effetto fotoelettrico. La scoperta di questa “quantizzazione” della radiazione elettromagnetica (la cui natura ondulatoria era già stata provata nel 1886 da Heinrich Hertz), insieme ai lavori di Max Planck e la teoria della relatività, furono le chiavi che aprirono le porte alla fisica moderna. Nel 1922, Einstein vinse il Premio Nobel dell’anno precedente «per i suoi servizi alla Fisica Teorica, e soprattutto per la sua scoperta della legge dell'effetto fotoelettrico».
Sfruttando l’effetto fotoelettrico si può generare radiazione X. Infatti, se un elettrone che si trova in un orbitale vicino al nucleo viene colpito da un fotone abbastanza energetico da staccarlo dall’atomo, lascia una lacuna. Successivamente, un elettrone da un guscio più esterno (e dunque più energetico) riempie questa lacuna ed emette l’energia eccedente come fotone. Se la differenza tra i livelli energetici dei due gusci è abbastanza elevata, che per la maggior parte degli elementi chimici è il caso soltanto se l’elettrone viene staccato dal guscio K, la frequenza del fotone giace nel tipico spettro dei raggi X e segue dalla formula:
{\displaystyle \nu ={\frac {E}{h}}={\frac {\left({U}_{f}^{e}-{U}_{i}^{e}\right)}{h}}={\frac {\Delta {U}^{e}}{h}}}
dove {\displaystyle \Delta {U}^{e}} è la differenza di energia potenziale tra gli orbitali occupati dall'elettrone che riempie la lacuna prima e dopo la transizione.

#### Effetto Compton inverso
L’effetto Compton, detto anche “diffusione di Compton” fu descritto dall’omonimo fisico statunitense nel 1922. «Compton diresse un fascio di raggi X su grafite e misurò le lunghezze d’onda della radiazione incidente e quella della radiazione diffusa nelle diverse direzioni». Notò che, mentre la radiazione incidente, da lui impostata opportunamente, ebbe un’unica lunghezza d’onda, in quella uscente vi comparirono anche lunghezze d’onda più elevate, affermando:
Compton, riprendendo il concetto di “quanto di luce” di Einstein, comprese che l’origine delle frequenze anomale da lui osservate fu un trasferimento di quantità di moto ed energia da un fotone ad un elettrone. Dato che il fotone cede energia all’elettrone e che l’energia si conserva, dopo l’urto, conseguentemente, vi deve essere un fotone ad energia minore e dunque a lunghezza d’onda maggiore. Nel 1927 vinse il Premio Nobel «per l‘effetto che da lui ha preso il nome».
Nel effetto inverso di quello originalmente descritto da Compton un elettrone ad alta velocità e un fotone a bassa energia si incontrano. In questo caso l’energia viene trasferita dall’elettrone al fotone.
Se gli elettroni in gioco sono sufficientemente veloci, questo effetto può essere atto a creare fotoni dello spettro delle lunghezze d’onda dei raggi X.

## Presenza dei raggi X

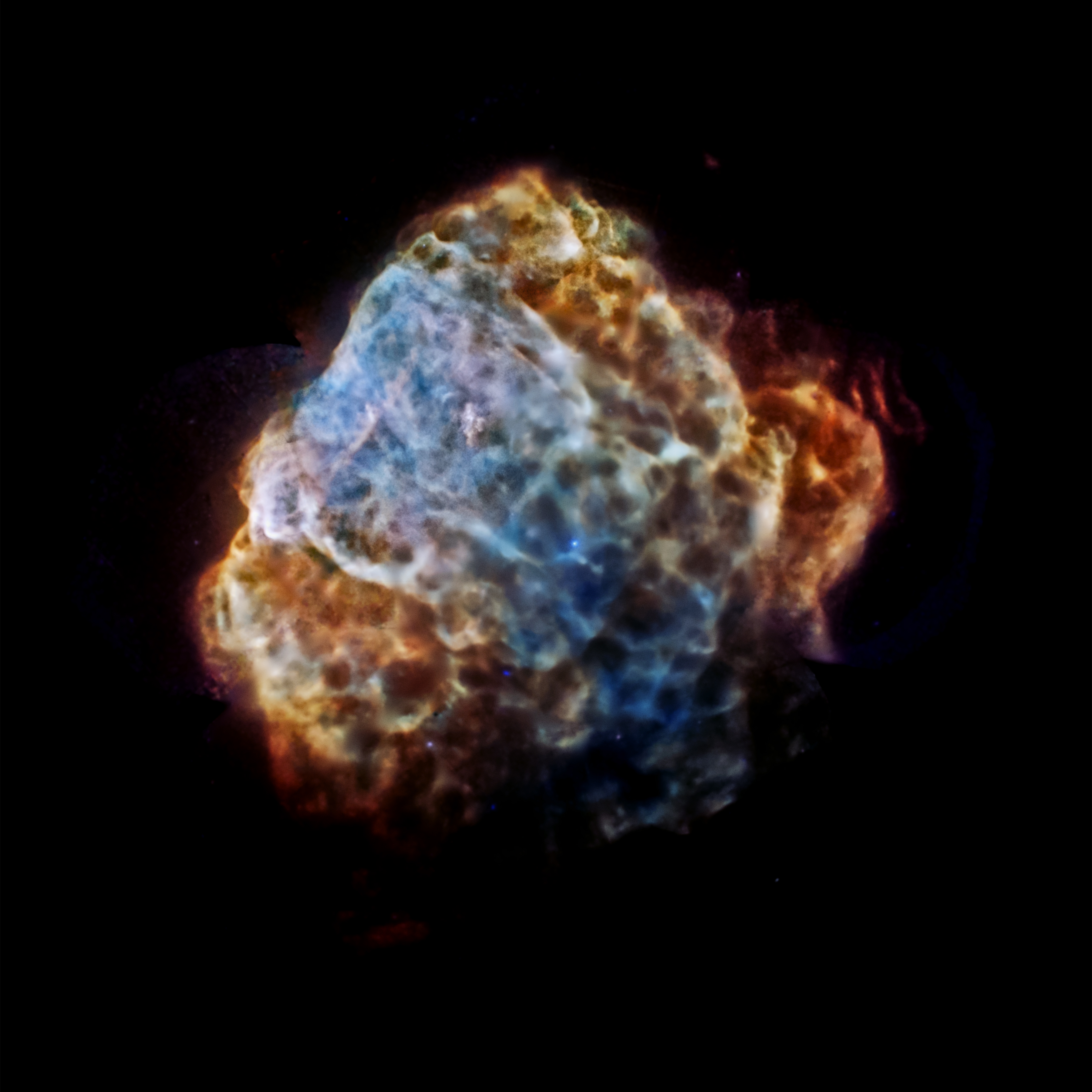
Immagine a raggi X dei resti della Supernova Puppis A ripresa da XMM-NEWTON e CHANDRA.

### Corpi celesti
Un’altra fonte importante extraterrestre di raggi X sono vari corpi celesti, come: il Sole, alcune stelle massicce, pulsar e buchi neri (in particolare i quasar). I raggi possono essere creati da particelle cariche in forti campi magnetici o gravitazionali, ma anche da oggetti molto caldi, come radiazione termica di corpo nero. Affinché un corpo nero emetta radiazione X con un massimo ad una lunghezza d’onda di 1nm, dalla legge di radiazione di Planck:
{\displaystyle {\displaystyle P_{em}^{CN}=\,{\frac {2\pi h}{c^{2}}}{\frac {\nu ^{3}}{e^{\left({\beta h\nu }\right)}-1}}\ }},
si deriva che esso debba avere una temperatura di {\displaystyle 2.89\times {10}^{6}~K} (il Sole ha una temperatura superficiale di circa {\displaystyle 6000~K}).
Anche se può sembrare poco intuitivo che dei buchi neri possano emettere radiazione, essi sono tra le fonti più intense conosciute di radiazione nell’universo. I buchi neri infatti si chiamano “neri” perché sono talmente massicci che dall’interno del cosiddetto “orizzonte degli eventi” non vi possono uscire oggetti massicci. Quindi, per l’equivalenza di massa ed energia neanche oggetti con massa a riposo nulla, né particelle massicce, né fotoni, né qualsiasi altra forma di informazione (perciò il nome “orizzonte degli eventi”). Al di fuori di questo limite, però, nulla vieta ai fotoni di propagarsi. Kip Thorne, fisico statunitense e vincitore del Premio Nobel del 2017 «per decisivi contributi al rilevatore LIGO e la scoperta delle onde gravitazionali», afferma:
Nel 2015 è stato scoperto uno dei quasar più luminosi con un buco nero nel suo centro di massa {\displaystyle 1,2\times {10}^{10}{M}_{\bigodot }} ({\displaystyle {M}_{\bigodot }} = Massa Solare) e una luminosità {\displaystyle 4,29\times {10}^{14}} volte superiore a quella del Sole; se questo quasar distasse 330 anni luce dalla Terra, ci apparirebbe luminoso quanto il Sole (il quale dista 8 minuti luce dalla Terra).

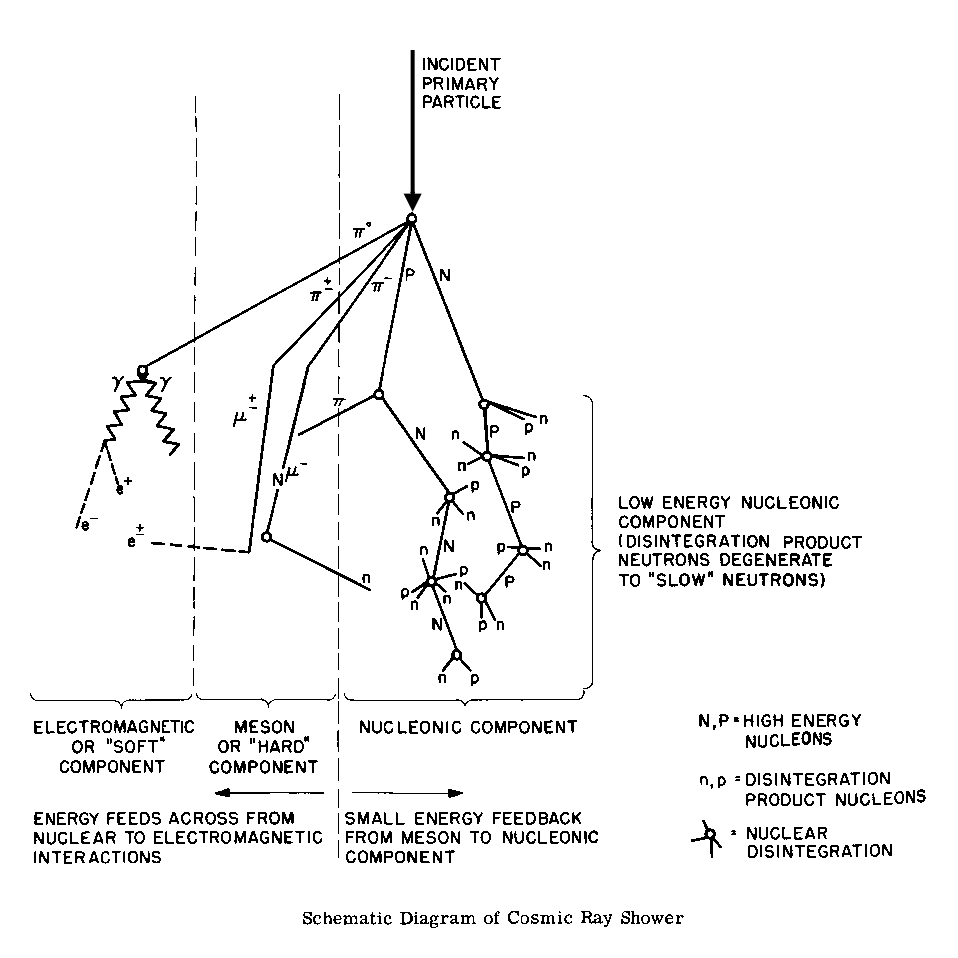
Esempio schematico di un rovescio di raggi cosmici; è rappresentata la creazione di nucleoni, mesoni e fotoni.

### Raggi cosmici
La Terra è soggetta ad un flusso continuo di cosiddetti “raggi cosmici”. I raggi cosmici sono costituiti da particelle massicce, ossia protoni, ed altri nuclei atomici, nonché elettroni che arrivano da varie sorgenti come il Sole ed altre stelle, supernove e quasar. Quando raggiungono l’atmosfera terrestre, date le loro altissime velocità rispetto alla Terra, creano rovesci di particelle (come riportato nella figura 4). Le particelle cariche ad alte velocità possono dar luogo ad una serie di processi atti a creare radiazione X.
Quando la tecnologia degli acceleratori era ancora agli inizi, i raggi cosmici costituirono l’unica possibilità di fare esperimenti con particelle ad alta velocità, che portarono numerose ed importanti scoperte nella fisica delle particelle, tra le quali il muone ed il positrone. Per le altissime energie che possiedono alcuni raggi cosmici, che forse non potranno mai essere raggiunti da acceleratori, ancora oggi vengono impiegati in esperimenti. Il più potente acceleratore di particelle, l’LHC al CERN può accelerare particelle a 7 TeV ({\displaystyle 7\times {10}^{12}eV}), mentre si misurano raramente raggi cosmici di energie dell’ordine di grandezza di {\displaystyle {10}^{20}eV} (corrispondente circa al potere calorifico di un grano di riso).

### Nastro adesivo
Nel 2008 un gruppo di ricercatori all’Università della California (UCLA) scoprì che il nastro adesivo, se strappato opportunamente può emettere raggi X. Il fenomeno si spiega con la triboluminescenza (dal Greco Antico «τρίβειν, “strofinare”» e dal latino «lumen, “luce”»). Con triboluminescenza si descrive la proprietà di certe sostanze, di emettere deboli lampi di luce se vengono strofinate o schiacciate. Già Francis Bacon nel suo «Novum Organum» descrive il fenomeno:
In un articolo pubblicato nella rivista «Nature», i ricercatori descrivono «[…] che lo srotolamento di comune nastro adesivo in un vuoto moderato produce un'emissione radio e visibile, insieme a impulsi di raggi X […].» Mostrando che la radiazione X prodotta basta per impressionare una lastra radiografica ed ottenere la radiografia di un dito. Gli autori propongono inoltre di sfruttare il fenomeno per sviluppare delle apparecchiature economiche per poter fare radiografie anche in regioni povere.

### Schermo a tubo catodico
Fino all’inizio del nuovo millennio, era comune lo schermo a tubo catodico. Come suggerito dal nome, un tubo catodico accelera degli elettroni verso il lato affacciato al visore, dove vi è uno strato di fosforo, il quale si illumina, se colpito da un elettrone. Dato che gli elettroni (con energie cinetiche tipiche di alcuni keV) vengono rapidamente decelerati quando colpiscono il bersaglio, si crea della bremsstrahlung (radiazione di frenamento) anche nelle frequenze dei raggi X. I rischi per l’uomo sono però minimi, anche perché vengono utilizzati vetri a piombo ad alti coefficienti di attenuazione. I raggi sono inoltre relativamente poco energetici e vengono in gran parte assorbiti dall’aria senza arrivare allo spettatore.

## Interazione con la materia

### Effetti ottici

#### Ottica
L’indice di rifrazione dei raggi X nei materiali è molto prossimo a 1, tal volta addirittura inferiore a 1 e praticamente non vi sono materiali che li riflettono. Perciò la progettazione di dispositivi ottici come lenti o specchi per raggi X, per esempio per osservatori astronomici, è piuttosto difficile.

#### Attenuazione
Se la radiazione X attraversa la materia, la sua intensità, come succede anche per la luce, diminuisce secondo la seguente legge di Lambert-Beer:
assumendo che il fascio di raggi X attraversi un mezzo omogeneo, si afferma facilmente che il differenziale dell’intensità, {\displaystyle dI}, dipende dall’intensità stessa nel punto, {\displaystyle I=I(x)}, dal differenziale del cammino {\displaystyle dx} e da un coefficiente specifico del materiale e della lunghezza d’onda, {\displaystyle {\mu }_{\lambda }} secondo l’espressione:
{\displaystyle dI~=~-{I}~{\mu }_{\lambda }~dx},
ossia
{\displaystyle {\frac {dI}{dx}}~=~-{I}~{\mu }_{\lambda }},
La soluzione di questa equazione differenziale è una funzione esponenziale (decrescente):
{\displaystyle I(x)~=~{I}_{0}~{e}^{-{\mu }_{\lambda }x}}.
Il coefficiente {\displaystyle {\mu }_{\lambda }} viene chiamato “coefficiente di attenuazione”; infatti maggiore è {\displaystyle {\mu }_{\lambda }}, maggiore è l’argomento dell’esponenziale nella formula precedente e quindi più velocemente l’intensità tende a zero, ossia più fortemente la radiazione viene attenuata.

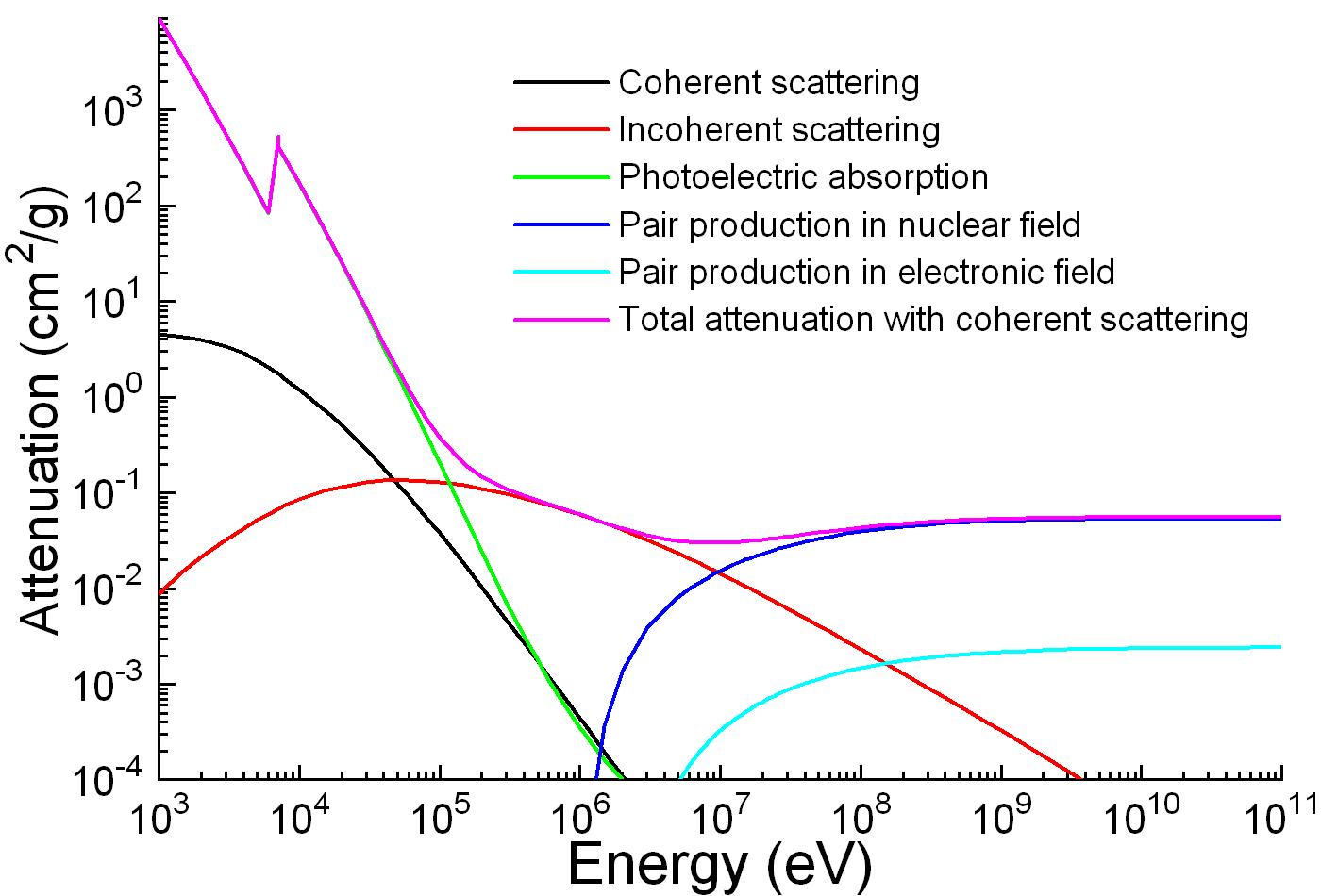
Il coefficiente di attenuazione di massa del ferro in funzione dell’energia.

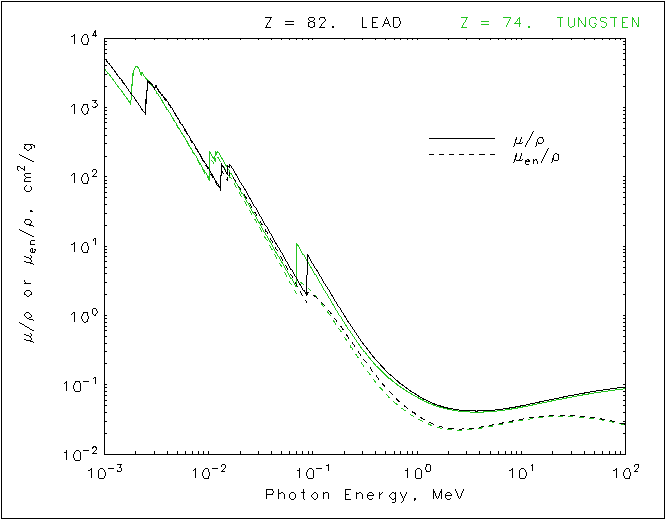
Il coefficiente di attenuazione di massa del piombo e del tungsteno in funzione dell’energia.

Approssimativamente si può affermare che il coefficiente di attenuazione aumenta: con l’aumentare della lunghezza d’onda della radiazione in gioco, con l’aumentare della densità nel mezzo attraversato e con l’aumentare del numero atomico. Il piombo, per esempio, ha non solo un numero atomico piuttosto alto (Z=82), ma con un peso specifico di {\displaystyle \rho =11,34~g\cdot cm^{-3}}, è anche un elemento relativamente denso ed è quindi un ottimo assorbitore di raggi X.
Le figure 5 e 6, seppur adoperino il coefficiente di attenuazione di massa (il quale comporta soltanto la moltiplicazione con un fattore costante), mostrano la dipendenza del coefficiente di attenuazione dall’energia dei fotoni. Si può vedere che essa è dovuta a più fenomeni, ovvero
- L’effetto fotoelettrico;
- Lo scattering incoerente (effetto Compton);
- Lo scattering coerente (o di Rayleigh);
- La produzione di coppie di particelle.

Nell’effetto fotoelettrico un elettrone viene espulso da un guscio interno di un atomo del materiale assorbente. Questo richiede ovviamente che l’energia del fotone sia sufficiente per espellere l’elettrone. Ciò spiega i salti bruschi del coefficiente di attenuazione nelle curve mostrate nei grafici, i quali appaiono proprio alle energie che corrispondono all’energia di legame di un elettrone in un determinato guscio. Per un fotone con energia appena sotto l’energia di soglia è impossibile interagire con gli elettroni del guscio in questione, mentre, per un fotone con energia appena sopra la soglia vi è una certa probabilità di espellere un elettrone da quel guscio, il che comporta un coefficiente di attenuazione più alto. Il fatto che la curva del coefficiente di attenuazione del ferro mostri un solo salto, mentre, quella del piombo ne mostra tre (ed alcuni piccoli), è dovuta al loro diverso numero atomico. Infatti, il nucleo di ferro contiene 26 protoni e riesce solo a legare gli elettroni nell’orbitale più interno con un’energia tipica dei raggi X (come quelle mostrate nelle figure 5 e 6), mentre, quello del piombo ne contiene 82 e riesce così a legare gli elettroni in ben tre orbitali con un’energia tipica dei raggi X.
Lo scattering di Rayleigh è un caso particolare dell’effetto Compton in cui il fotone uscente si propaga comunque in un’altra direzione di quello entrante (scattering) ma ha la stessa energia di questo (perciò coerente).
La creazione di coppia si presenta quando un fotone interagisce con il campo elettrico di un nucleo atomico: il fotone trasmette il suo impulso al nucleo e trasforma la sua energia creando una coppia elettrone-positrone; l’energia in eccesso (cioè l’energia del fotone, tolta la massa delle particelle create) si trasforma in energia cinetica delle due particelle ed in piccola parte del nucleo.
La creazione di coppia richiede sempre un fotone e un’altra particella (non necessariamente un nucleo atomico) per non violare la conservazione dell’impulso. Il fotone ha impulso maggiore di zero in ogni sistema di riferimento, mentre nel sistema di riferimento del centro di massa delle due particelle create, esse hanno per definizione impulso complessivo nullo. Per non far scomparire l’impulso del fotone è quindi necessaria una terza particella. L’energia minima necessaria affinché il fenomeno avvenga, si calcola dal doppio della massa delle particelle create {\displaystyle \left({m}_{{e}^{-}}={m}_{{e}^{+}}=511~keV\right)}. Trascurando l’energia cinetica della particella catalizzatrice, si ottiene che il fotone in gioco deve avere un’energia maggiore di {\displaystyle 1,02~MeV}.

### Ionizzazione
Tutti gli effetti elencati nel paragrafo precedente, tranne lo scattering coerente, hanno in comune che rimuovono elettroni dagli atomi con cui interagiscono. Nei casi dell’effetto fotoelettrico e dell’effetto Compton ciò succede immediatamente, perché il fotone trasmette la sua energia cinetica all’elettrone; nel caso della creazione di coppia, invece, succede mediante il positrone che appena incontra un elettrone si annichilisce con esso. Il processo di rimuovere (o aggiungere) un elettrone da un atomo si dice “ionizzazione”.
La ionizzazione può avere effetti nocivi per tanti materiali, ma in particolare modo per gli esseri viventi.

### Effetti biologici
| Tessuto             | {\displaystyle w_{T}} |
| Midollo osseo rosso | 0,12                  |
| Intestino           | 0,12                  |
| Colon               | 0,12                  |
| Polmoni             | 0,12                  |
| Stomaco             | 0,12                  |
| Seno                | 0,12                  |
| Gonadi              | 0,08                  |
| Vescica             | 0,04                  |
| Fegato              | 0,04                  |
| Esofago             | 0,04                  |
| Tiroide             | 0,04                  |
| Cute                | 0,01                  |
| Superficie ossea    | 0,01                  |
| Ghiandole salivari  | 0,01                  |
| Cervello            | 0,01                  |

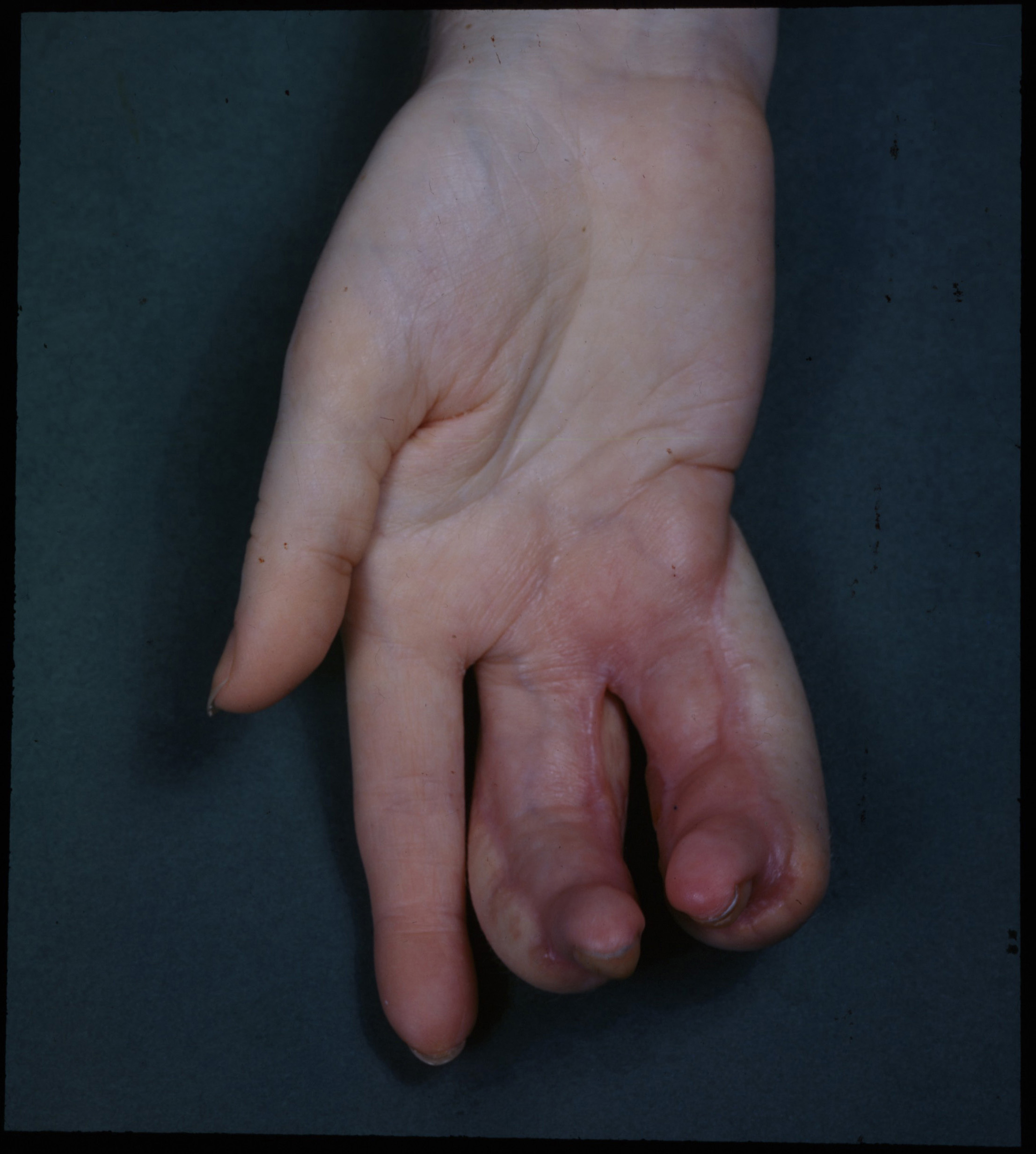
Danni deterministici causati da forte esposizione locale a raggi X.

La radiazione X è nociva per gli esseri viventi. La causa principale dei danni dovuti a raggi X è la creazione da radiolisi di radicali liberi da molecole di acqua {\displaystyle \left({\mbox{H}}_{2}{\mbox{O}}\right)}. Grazie all’abbondanza di acqua nel corpo umano (ca. 55-60% per adulti), è molto probabile che un fotone di radiazione X colpisca una molecola {\displaystyle {\ce {H2O}}}, creando una coppia di ioni {\displaystyle {\ce {{H }^{+}}}} e {\displaystyle {\ce {{OH }^{-}}}} oppure una coppia di radicali liberi {\displaystyle {\ce {{H}^{\bullet }}}} e {\displaystyle {\ce {{OH}^{\bullet }}}}. Soprattutto questi ultimi, che sono molto instabili e reattivi, possono legarsi tra di loro e così creare sostanze nocive, per esempio {\displaystyle {\ce {2{OH}^{\bullet }->H2O2}}} (acqua ossigenata), oppure reagire con altri legami della cellula causando la loro rottura.
La dannosità della radiazione non dipende soltanto dalla dose assorbita, ma anche dal tessuto che l’assorbe. La stessa dose di radiazione assorbita dalla cute e dai polmoni causa dei danni molto più gravi ai polmoni. Questa dose efficace si calcola secondo l’espressione {\displaystyle E=\sum _{T}^{}{{w}_{T}{H}_{T}}}, dove i {\displaystyle {w}_{T}} sono fattori di ponderazione dati dalle sensibilità dei tessuti interessati e {\displaystyle {H}_{T}} è la dose equivalente assorbita (che nel caso dei raggi X è pari alla dose assorbita). I valori di {\displaystyle {w}_{T}} per alcuni tessuti ed organi sono riportati nella tabella 1.
La dose assorbita è misurabile. Conoscendo, per esempio, l’intensità di un fascio di raggi X quando viene emesso dalla sorgente e quando, dopo aver passato l’oggetto, viene misurata dal rivelatore, facilmente la si calcola come la differenza tra l’intensità iniziale e quella finale. La dose equivalente e quella efficace, invece, si possono soltanto stimare. Siccome si devono prendere in considerazione vari fattori che possono influenzare la dannosità della radiazione, non vi è modo di fare una misura precisa dei fattori di ponderazione che determinano le due grandezze. L’unità di misura della dose assorbita è il Gray (Gy) [J/kg], l’unità di misura della dose equivalente e della dose efficace è il Sievert (Sv) [J/kg]. Anche se dimensionalmente sono identiche, nel sistema internazionale di unità di misure (SI) si usano comunque entrambe le unità per sottolineare il carattere universale rispettivamente soggettivo (inteso come caratteristico del soggetto) di un dato.
I danni, causati dalla ionizzazione di atomi si lasciano suddividere in tre tipi principali:
- Danni somatici a breve termine;
- Danni somatici a lungo termine;
- Danni genetici e teratogeni.

I danni somatici a breve termine, detti anche malattia acuta da irradiazione, solitamente si manifestano alcune ore dopo l’esposizione, nel caso di dosi elevatissime anche prima. Sono causati
da cellule che hanno perso la capacità di riprodursi e muoiono. Se muoiono troppe cellule senza essersi riprodotte, il tessuto interessato non riesce più bene a compiere le sue funzioni.
La malattia acuta da irradiazione si manifesta, a seconda della dose ricevuta, in tre forme:
- la forma ematologica;
- la forma gastrointestinale;
- la forma neurologica.

Le forme più lievi sono eritemi, comparabili a eritemi solari, i quali, infatti, sono sempre causati da radiazione ionizzante (ultravioletta) della luce solare. Dosi più elevate possono causare svariati sintomi tra cui nausea, vomito, diarrea, perdita di capelli, necrosi cutanea, anemia e sterilità (temporanea o, per donne, anche permanente, dipendente dalla dose assorbita). Generalmente la gravità dei sintomi aumenta con la dose assorbita e dosi maggiori di 1 Sv possono anche portare alla morte del paziente.
I danni somatici a breve termine sono danni “deterministici”, perché ogni paziente esposto ad una dose di radiazione che supera una certa soglia, sviluppa determinati sintomi. Magari non tutti i pazienti sviluppano gli stessi sintomi, ma sicuramente ogni paziente ne sviluppa alcuni.
I danni somatici a lungo termine sono causati da danni all’ADN. Le cellule del corpo dispongono di numerosi enzimi che correggono eventuali errori o danni, ma le loro capacità non sono illimitate. Con l’aumentare del numero dei danni aumenta la probabilità che un errore al genoma non venga corretto e la cellula continui a riprodursi nella sua versione errata. Se queste mutazioni cellulari non eseguono più le loro funzioni, ma riescono a sopravvivere e riprodursi, questo può portare allo sviluppo di tumori.
I danni somatici a lungo termine si chiamano anche danni “stocastici”, perché non tutti i pazienti esposti a radiazioni sotto una certa soglia sviluppano i sintomi descritti. È solo più probabile svilupparli se esposti ad una radiazione più intensa e, a differenza dei danni deterministici che sotto le soglie minime sicuramente non si manifestano, il rischio non scompare completamente neanche a dosi bassissime.
Il terzo tipo di danno sono i danni genetici. Se le ovaie o i testicoli sono esposti a radiazione ionizzante, questa può danneggiare gli ovuli o rispettivamente gli spermatozoi. L’esposizione a radiazione ionizzante di questo tipo di cellule è particolarmente pericolosa perché portano l’informazione ereditaria. Tutte le cellule di un eventuale discendente discenderanno a loro volta da un ovulo fecondato da uno spermatozoo. Se una di queste due cellule è danneggiata, trasmette quindi il danno ad ogni cellula del feto che può subire danni gravissimi.

### Comparazione con altri tipi di radiazione ionizzante (UV, α, β, γ)
Vi sono altri tipi di radiazione ionizzante oltre alla radiazione X. Nel primo paragrafo si era detto che, nello spettro delle radiazioni elettromagnetiche, la radiazione X si trovasse tra la radiazione UV e la radiazione γ. Oltre a queste radiazioni fotoniche, esistono anche delle radiazioni materiali come la radiazione α, che consiste in nuclei di elio (due protoni e due neutroni) ad alte velocità, e la radiazione β, consistente in positroni o elettroni veloci. Le radiazioni α, β e γ sono conseguenza dei decadimenti radioattivi. Essendo le radiazioni α e β entrambe cariche e, in particolare, le particelle α avendo dimensioni considerevoli (su scale atomiche), i loro liberi cammini medi sono ridotti rispetto alle radiazioni elettromagnetiche ad alte energie (UV non troppo).
Intuitivamente si potrebbe ragionare che le radiazioni a breve libero cammino medio sono meno pericolose perché sono più facili da schermare. Questo è vero solo in parte, anzi si può affermare che una radiazione non schermata, ad energia fissa, è tanto più pericolosa quanto più breve è il suo libero cammino medio: più breve il libero cammino medio, più piccola sarà la regione del corpo alla quale cede tutta la sua energia e che dunque viene fortemente danneggiata.

### Percettibilità
Nonostante i raggi X non giacciano nello spettro visibile, già poco dopo la loro scoperta, fu notato che in una stanza oscurata, in prossimità dei tubi catodici, si poteva osservare un debole bagliore grigio-blu. Questa percezione di radiazioni al di fuori dal cosiddetto spettro visibile resta però una curiosità, soprattutto perché è pericoloso fare esperimenti in cui si guardino delle sorgenti di raggi X e la loro utilità sarebbe piuttosto limitata.

## Applicazioni

### Medicina

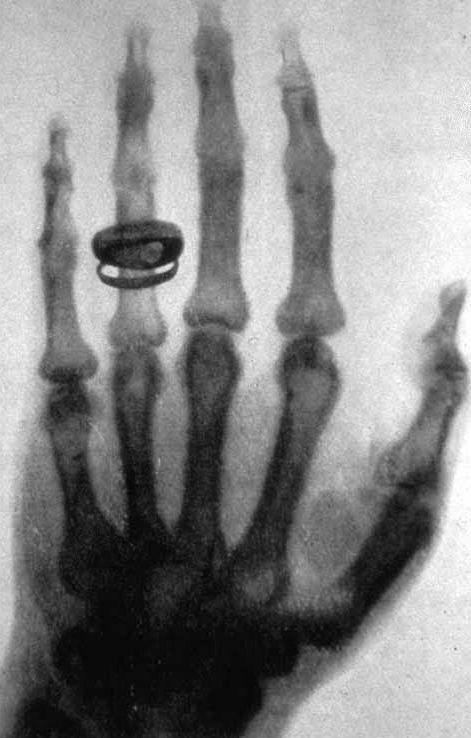
Radiografia della mano di Albert von Kölliker eseguita da Wilhelm Conrad Röntgen.

Già nella pubblicazione «Über eine neue Art von Strahlen» ovvero «su una nuova specie di radiazioni» del 1895, Wilhelm Conrad Röntgen presentò la sua scoperta per la prima volta, illustrando la permeabilità di diversi materiali per i raggi osservati, spiega:
Descrisse quindi la più celebre tra le applicazioni dei raggi da lui scoperti: la radiografia a raggi X, che avrebbe rivoluzionato la diagnosi medica, ponendo le basi della radiologia. Tuttora in tedesco si usa il verbo “röntgen” per dire “fare una radiografia”. Nel 1901 gli è stato assegnato il primo Premio Nobel per la Fisica «in riconoscimento degli straordinari servizi che ha reso con la scoperta dei notevoli raggi che poi hanno preso il suo nome».

#### Diagnosi
La radiografia classica è una specie di fotografia in cui il fascio di raggi X, emesso da una sorgente, attraversa l’oggetto sotto esame per poi colpire una lastra fotografica. L’oggetto, ossia il paziente, non è omogeneo ma composto da tipi di tessuti diversi e perciò attenua il fascio in modo variabile a seconda del tessuto colpito. Il tessuto osseo, ad esempio, assorbe una buona parte dei raggi X che lo attraversano, mentre i tessuti molli sono più trasparenti. I fotoni che non vengono assorbiti riescono ad arrivare sulla lastra e la impressionano.
Nella fotografia classica, dove la pellicola viene impressionata, essa si annerisce ottenendo quindi l’immagine negativa. Anche nella radiografia a raggi X si ottiene un’immagine nella quale le regioni maggiormente colpite da fotoni risultano scure, mentre quelle in cui il fascio è stato attenuato (per esempio da un osso) rimangono chiare.

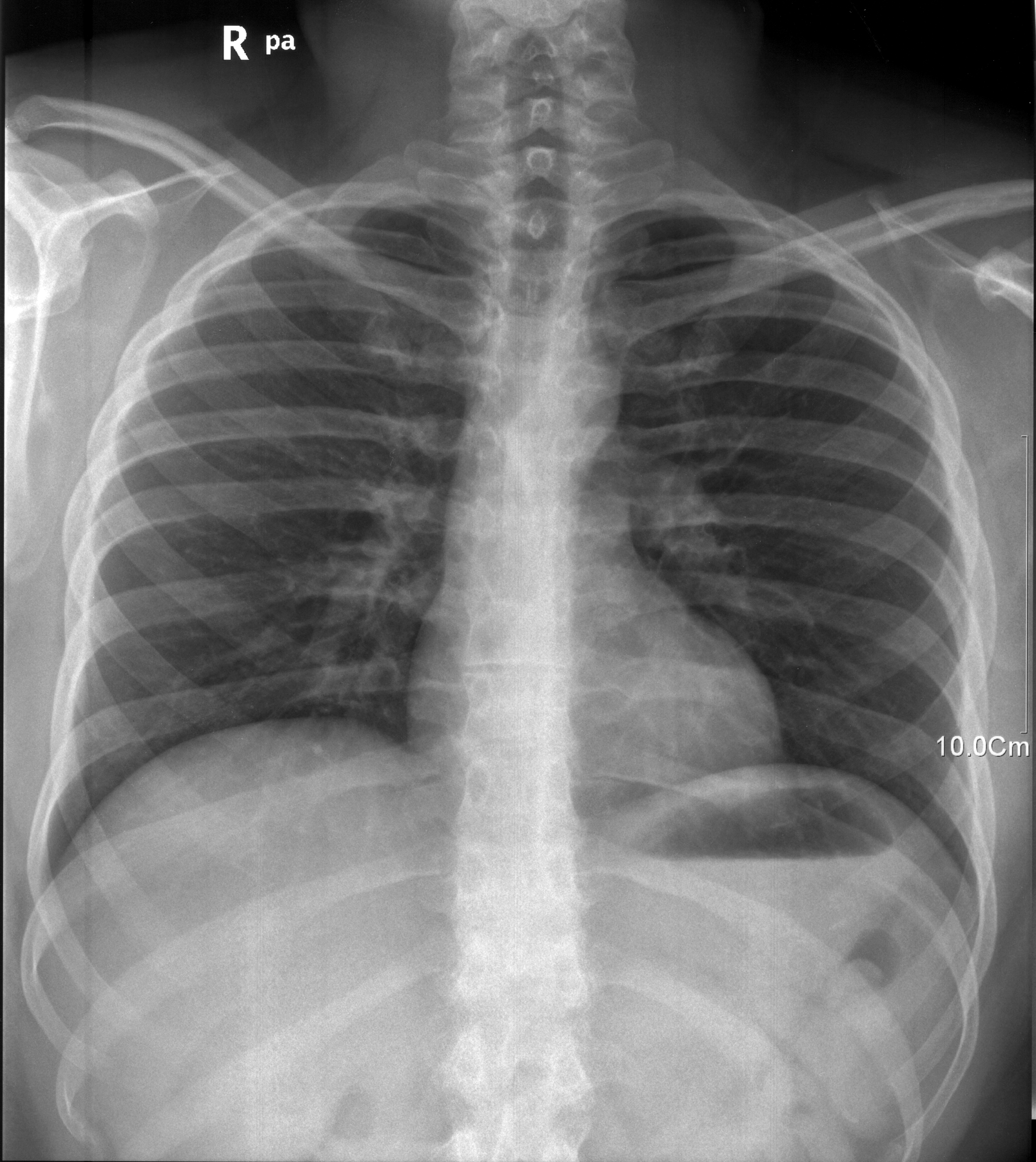
Raggi X dei polmoni umani

Così come ormai la fotografia analoga è stata rimpiazzata da quella digitale, anche la radiografia analoga (a lastre fotografiche) è stata spostata da quella digitale nella quale i pixel di un fotosensore registrano i fotoni che lo colpiscono. La radiografia digitale oltre ad essere dettagliata e rendere immediato lo scambio dei documenti permette l’analisi numerica dei dati, come ad esempio nella TAC.

##### TAC
La Tomografia Assiale Computerizzata (dal Greco Antico τομή, «taglio, sezione» e γράφειν, «scrivere») abbreviata TAC, è un metodo di imaging che permette di creare modelli a strati e tridimensionali dell’interno di un oggetto.
Durante la ripresa l’oggetto è fissato al centro dell’apparecchiatura, intorno ad esso gira un sistema composto da un emettitore di raggi X su un lato e da un rivelatore sul lato opposto. A mano a mano che il sistema gira intorno all’oggetto, fa una serie di radiografie (tipicamente circa 100), analoghe a quelle sopra citate, ma monodimensionali. Si ottengono quindi tante immagini della stessa “fetta” del paziente da angoli diversi.
Matematicamente il valore che ritorna un pixel del ricevitore è dato dall’integrale della funzione di attenuazione lungo la retta descritta dal raggio che passa per quel pixel. Calcolando l’antitrasformata di Radon delle diverse proiezioni monodimensionali, si ottiene una mappa bidimensionale dei coefficienti di attenuazione della sezione sotto esame. Successivamente si possono assemblare le mappe di tutti gli strati dell’oggetto per crearne un modello tridimensionale.
Benché la sua applicazione più conosciuta è probabilmente nella diagnosi medica, la TAC viene utilizzata anche in altri campi, quando è impossibile o comunque indesiderato aprire l’oggetto. Gli archeologi, per esempio, possono esaminare artefatti antichi, come sarcofagi, senza dover correre il rischio di danneggiarli.
Nonostante i grandi vantaggi che la radiografia a raggi X porta con sé, essa espone il paziente a radiazione ionizzante. Per radiografie singole le dosi assorbite sono quasi trascurabilmente basse (≤0,1 mGy), mentre per le TAC sono piuttosto elevate (10-50 mGy). La dose di radiazione ionizzante assorbita da sorgenti naturali è circa 2,5 mGy all’anno. Per ridurre l’esposizione di regioni adiacenti a quella esaminata il paziente si deve mettere degli indumenti protettivi con delle piastre di piombo.

#### Terapia

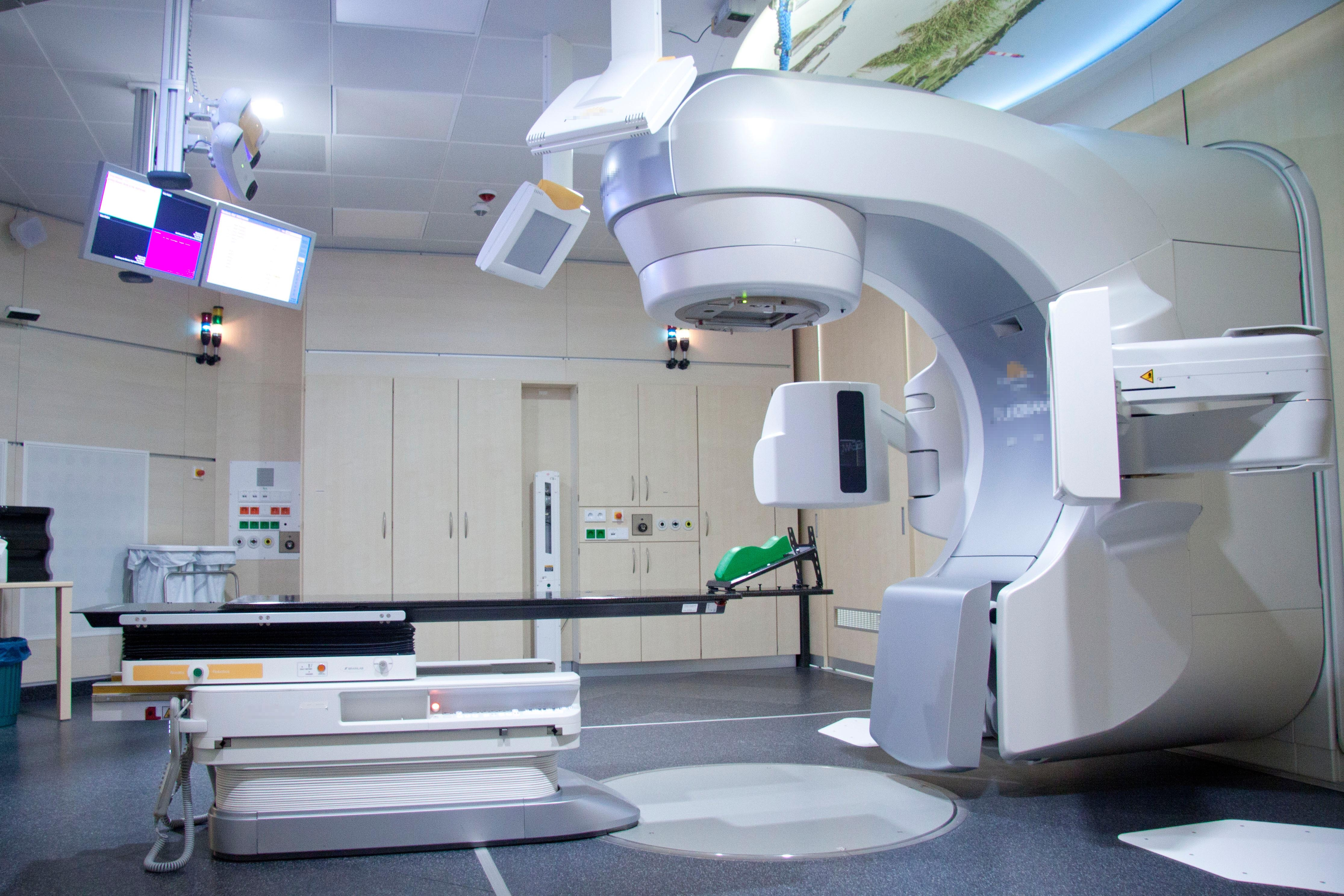
Apparecchio per radioterapia (il Linac si trova nella stanza dietro il muro a destra).

Nella radioterapia si trae vantaggio dalla proprietà delle radiazioni ionizzanti di danneggiare le cellule corporee. La radioterapia a raggi X usa dei fotoni molto energetici per distruggere i tumori. Le cellule tumorali spesso hanno un tasso di scambio cellulare più elevato e allo stesso momento guariscono in modo peggiore delle cellule sane, perciò sono più sensibili a radiazioni.
Siccome lo scopo della radioterapia è di uccidere le cellule tumorali, le dosi in gioco sono molto elevate (tipicamente 20-80 Gy nell’arco di una terapia completa, quindi almeno tre ordini di grandezza superiori alla dose tipica assorbita durante una TAC.) Se un umano assorbisse tale dose tutta in una volta su tutto il corpo, morirebbe nel giro di poche ore.
Poiché gli elettroni nei tubi catodici sono troppo lenti per produrre i raggi X alle energie desiderate, si usano degli acceleratori di particelle (tipicamente acceleratori lineari, ma anche sincrotroni). Il fascio di fotoni prodotto viene collimato ed inviato sul tessuto tumorale.
Purtroppo è inevitabile che il fascio debba attraversare, e quindi ledere, anche del tessuto sano prima e dopo che colpisca il bersaglio. Per minimizzare questi danni collaterali e quindi il rischio che addirittura la terapia stessa sia cancerogena, si varia la direzione del fascio in modo tale che il cancro sia comunque sempre colpito, ma il tessuto circostante cambi.
I vantaggi principali della radioterapia sono che non è invasiva e può essere utilizzata anche contro tumori difficilmente operabili chirurgicamente, come per esempio al cervello, e che non comporta alcun tipo di dolore o disagio come lo fa la chemioterapia.

### Conservazione di alimenti
Nell’industria alimentare gli effetti nocivi della radiazione ionizzante vengono sfruttati per uccidere insetti e le loro uova, e per pastorizzare e sterilizzare alimenti. Anche nel ambito medico si sterilizzano attrezzi con radiazione ionizzante. Le dosi in gioco vanno da circa 1 kGy per l’uccisione di insetti, fino a 150 kGy per inattivazione di virus. Inoltre, con dosi di “solo” 50-400 Gy si può inibire la germinazione, per esempio di patate, aglio o cipolle. I vantaggi sono che i danni al prodotto si riducono ad un minimo, rispetto a tecniche che involvono temperature estreme o sostanze velenose.

### Astronomia

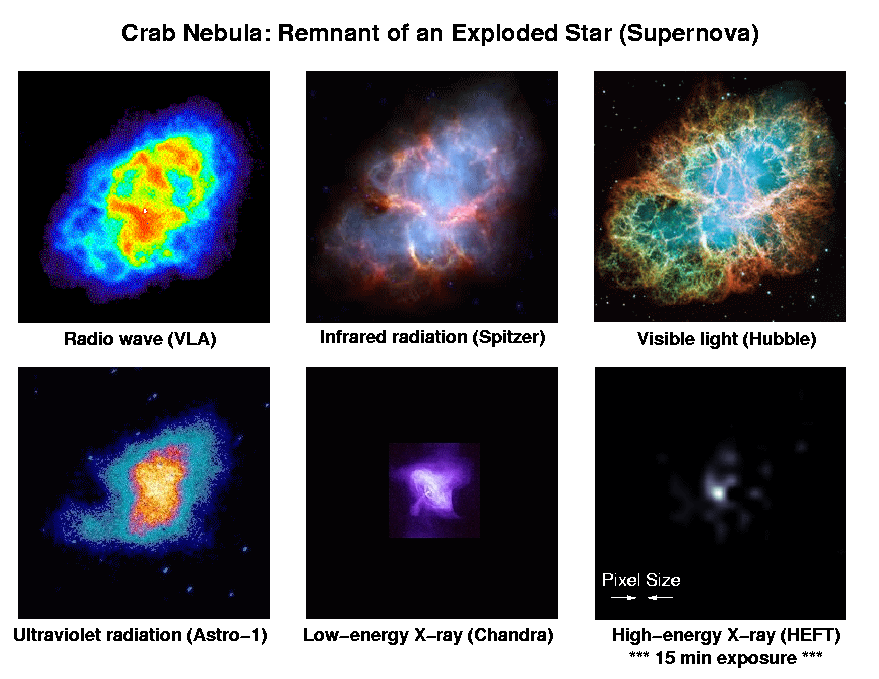
Immagini dello stesso oggetto (Nebulosa Granchio) riprese a frequenze diverse (radio, IR, luce visibile, UV, X a bassa ed alta energia): nell’immagine a raggi X a basse energie (in basso al centro). Si riesce a vedere bene la struttura del pulsar al centro della nebulosa.

È intrinseco alla natura dell’astronomia che non possa raggiungere le sue conoscenze tramite misure dirette dei corpi celesti, ma solo tramite l’osservazione dei segnali che essi emettono. Questi segnali, normalmente, sono onde elettromagnetiche. Infatti, per migliaia di anni gli astronomi si basavano esclusivamente su osservazioni della luce visibile del cielo notturno. Grazie allo sviluppo scientifico e tecnologico, a partire dall’Ottocento, è diventato possibile misurare fotoni praticamente dell’intero spettro elettromagnetico, inclusi i raggi X. Come mostrato dalla figura 9, è di particolare interesse di osservare un’ampia gamma di frequenze, poiché spesso si possono così distinguere sorgenti diverse, che magari, scegliendo solo una frequenza, sarebbero nascoste da rumore.
Le temperature richieste per emettere radiazione termica nello spettro dei raggi X sono dell’ordine di grandezza della decina di milioni di Kelvin e quindi eccedono di gran lunga le temperature superficiali della maggior parte dei corpi celesti. La presenza di raggi X in corpi relativamente freddi, come nella corona solare, si deve quindi ad altri fenomeni come la bremsstrahlung o la radiazione di sincrotrone.
Anche se il Sole, a causa della sua vicinanza alla Terra, per decenni era l’unica sorgente di raggi X accertata, è un emettitore piuttosto debole. Le sorgenti più importanti sono giovani stelle massicce, supernove e stelle binarie con una stella di neutroni od un buco nero.
Siccome l’atmosfera terrestre non è trasparente per raggi X, gli osservatori si devono trovare nello spazio. Le prime misure di raggi X extraterrestri furono compiute alla fine degli anni quaranta e coincisero con lo sviluppo dei primi razzi abbastanza potenti da poter arrivare negli strati esterni dell’atmosfera. Recenti esempi sono i laboratori XMM-Newton, FERMI e CHANDRA.

### Cristallografia

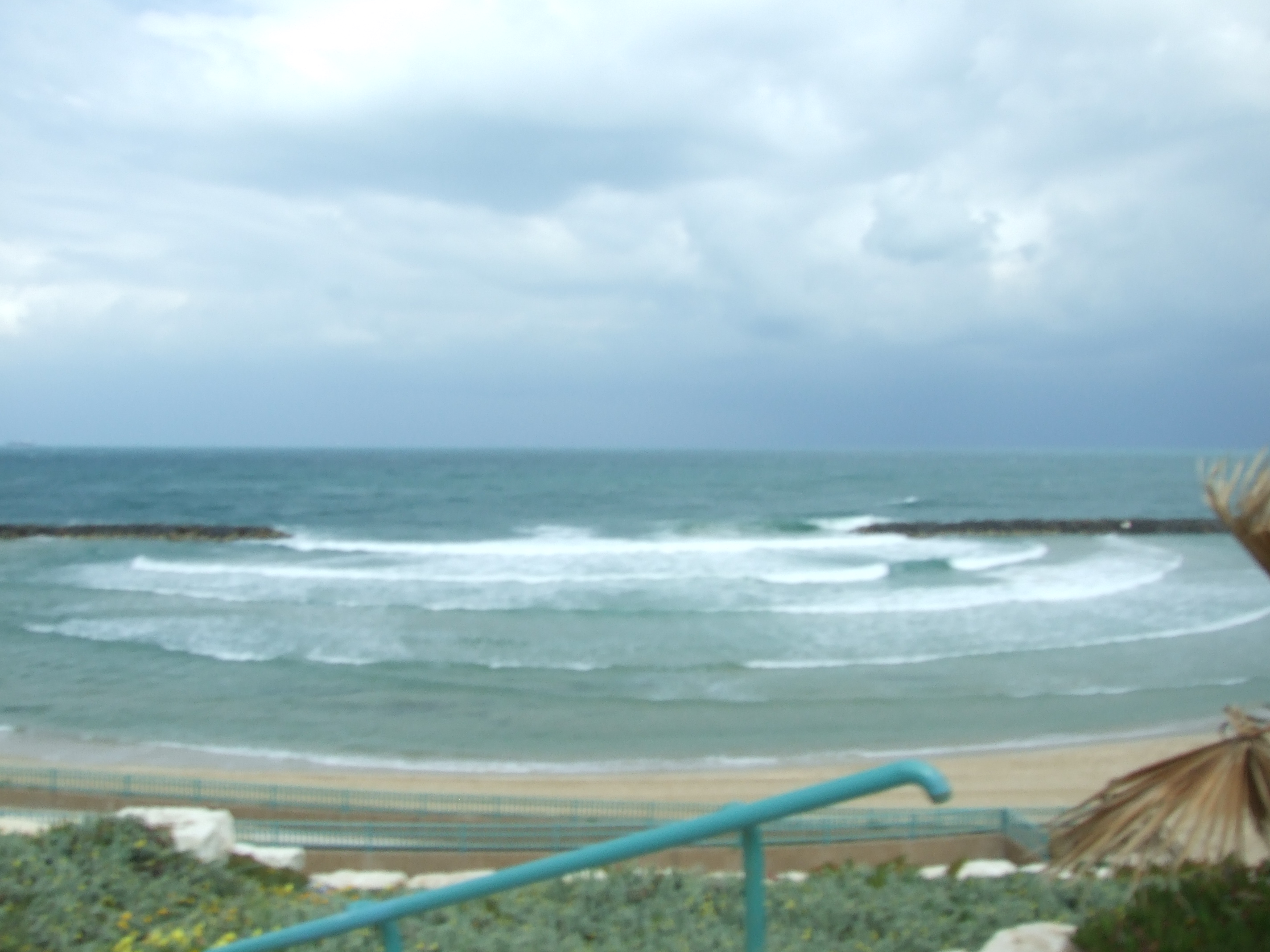
Le onde piane incidenti vengono diffratte dalla “fenditura” nella scogliera e danno luogo ad onde radiali (circolari).

Il fenomeno ondulatorio della diffrazione si manifesta quando un’onda viene deviata da un ostacolo. Se si diffrangono delle onde monocromatiche (cioè di solo una determinata lunghezza d’onda) a ostacoli dotati di un certo numero di fenditure (opportunamente strette), ognuna di esse dà luogo ad una nuova onda radiale, centrata nel centro della fenditura (figura 10). Le onde radiali, uscenti, interferiscono. Se si fa passare della luce attraverso delle fenditure o un reticolo ottico e successivamente la si fa colpire uno schermo, si possono osservare dei tipici schemi (figure 11 e 12). La larghezza degli schemi, mantenuto fisso lo schermo, dipende dalla lunghezza d’onda della luce, dalla larghezza della singola fenditura e dalle distanze della fenditure tra di loro.
I classici microscopi ottici funzionano con delle lenti, le quali sfruttano la rifrazione della luce visibile. Su scale non troppo piccole questo funziona bene perché valgono le leggi dell’ottica geometrica. Quando la risoluzione corrisponde all’incirca alla lunghezza d’onda della luce usata, entrano in gioco effetti di diffrazione e non è più possibile aumentare ulteriormente la risoluzione. Per tanto tempo quindi era impossibile ottenere informazioni sulla struttura di oggetti più piccoli di qualche centinaia di nanometro (la luce visibile con la lunghezza d’onda più bassa, la luce violetta, ha una lunghezza d’onda {\displaystyle \lambda \simeq 400~nm}).

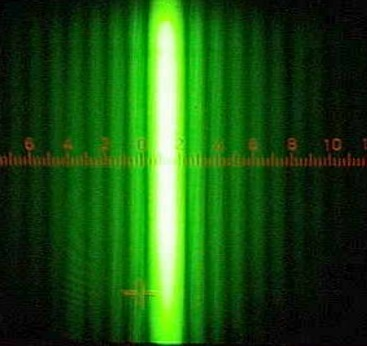
Schema di interferenza di luce verde. Le righe chiare e scure sono causate da rispettivamente interferenza costruttiva e distruttiva.

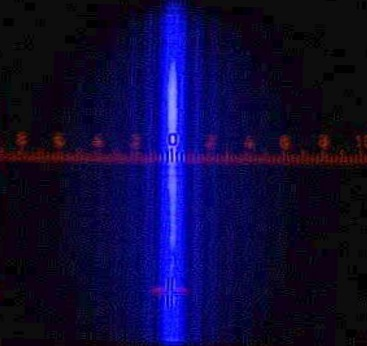
Schema di interferenza di luce blu. Si nota la distanza ridotta tra le righe (a parte la lunghezza d’onda gli parametri sono tenuti uguali).

Siccome la risoluzione di un diffrattometro corrisponde circa alla lunghezza dell’onda diffratta, i raggi X si presentano particolarmente adatti per compiere ricerche anche su strutture nell’ordine di grandezza di piccole molecole o di reticoli cristallini. Nel 1912 Max von Laue ipotizzò correttamente che, siccome i raggi X hanno lunghezze d’onda tipiche delle distanze tra gli atomi nei solidi e in particolare nei cristalli, essi si diffrangessero nei cristalli. Nel 1914 gli venne attribuito il Premio Nobel «per la sua scoperta della diffrazione dei raggi X da parte dei cristalli». Il Premio Nobel per la Fisica del 1915, invece, fu assegnato a Sir William Henry Bragg e suo figlio William Lawrence Bragg «per i loro servizi nell'analisi della struttura dei cristalli mediante raggi X». I Bragg, infatti, applicarono la scoperta teorica di von Laue, usando cristalli come reticoli ottici.
La radiazione X, quando entra in un cristallo, può essere riflessa. Siccome i cristalli possiedono una struttura ripetitiva per definizione con dei piani identici tra loro, i raggi X incidenti si riflettono su uno di questi piani. La figura 13 mostra come la riflessione da due piani adiacenti causa una differenza di passo di {\displaystyle \delta =2d\cos {\theta }} creando così una differenza di fase tra i fotoni di {\displaystyle \Delta \varphi ={\frac {4\pi d\cos {\theta }}{\lambda }}}.

Schema della riflessione nel reticolo cristallino. I punti neri raffigurano atomi o ioni, le linee blu raggi X.

Questa differenza di fase dà luogo a schemi del tutto analoghi a quelli di un reticolo ottico. Conoscendo la lunghezza d’onda dei raggi usati e misurando la distanza tra due massimi o minimi nello schema di interferenza, dalle corrispondenti leggi si può facilmente derivare la distanza tra due piani cristallini. Ripetendo questa procedura da angoli diversi è quindi possibile riprodurre la sua struttura. Tutt’ora la diffrazione a raggi X è un utile strumento nella cristallografia.

### Tubo catodico
I tubi catodici sono stati i primi dispositivi utilizzati per creare radiazione X. Sono composti da un tubo a vuoto, fatto di vetro o di metallo e ceramica, con un filamento (l’eponimo catodo) ed un anodo ai due estremi. Per produrre raggi X, il filamento viene riscaldato facendovi passare una corrente elettrica (analogamente a quanto succede in una lampadina). Quando è sufficientemente caldo, gli urti termici fanno uscire alcuni elettroni dal filo. Applicando successivamente una tensione tra l’anodo ed il catodo, gli elettroni vengono accelerati verso il primo. Sull’anodo è applicato un metallo specifico per l’uso desiderato (tipici materiali sono il tungsteno e il molibdeno). Quando gli elettroni colpiscono l’anodo, possono dar luogo alla creazione di radiazione X, secondo i fenomeni descritti nel capitolo 1.
L’energia massima dei fotoni è determinata dall’energia degli elettroni che a sua volta si deriva facilmente dalla tensione applicata. La definizione dell’elettronvolt (eV) è proprio l’energia cinetica che un elettrone (o un’altra particella con carica elementare, {\displaystyle e}) acquisisce, quando viene accelerata con una tensione di 1 V. Un tubo catodico con tensione applicata di 100 kV fornisce quindi ad ogni elettrone un’energia di 100 keV e riesce a creare fotoni con la stessa energia massima che corrisponde ad una lunghezza d’onda di {\displaystyle 0.12~\mathrm {\AA} }.
Benché i tubi catodici si possono considerare i primi acceleratori di particelle, il loro utilizzo in tale ambito è molto limitato. Lo scopo della maggior parte degli esperimenti ad acceleratori di particelle è di fare degli urti con particelle ad alte velocità per trasformare la loro energia cinetica in nuove particelle. Si consideri, ad esempio, il neutrone: la ciu massa a riposo è {\displaystyle {m}_{0,n}=939.6~MeV}. Per creare un neutrone dall’energia cinetica di un elettrone (non contando l’energia cinetica del neutrone), si dovrebbe accelerarlo con una tensione di {\displaystyle 939.6~MV}, ossia {\displaystyle 0.94\times {10}^{9}~V}.

### Creazione di plasmi

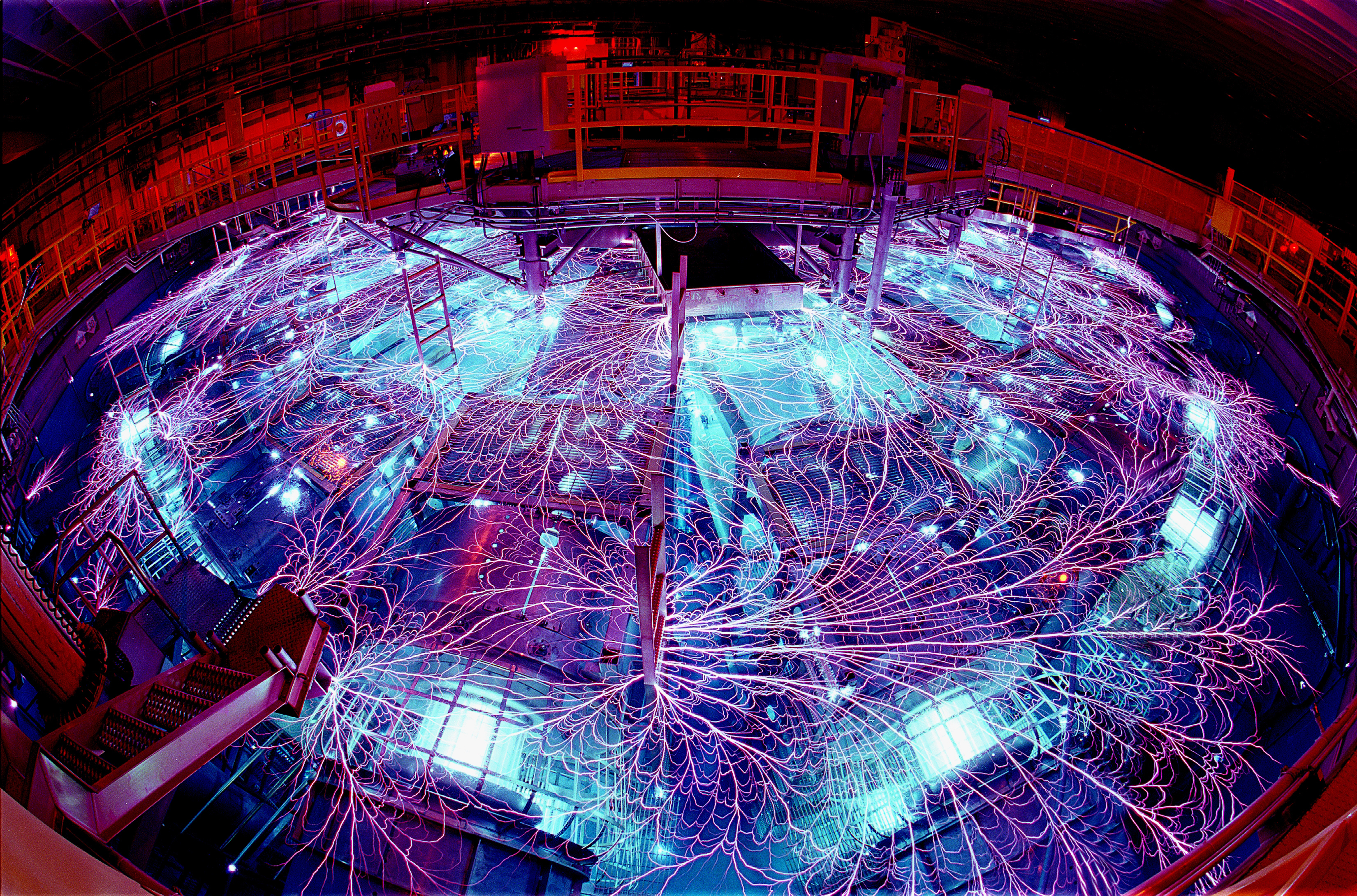
La Z-Machine.

Nella fusione nucleare due nuclei atomici leggeri, unendosi, vengono portati in uno stato energeticamente più favorevole emettendo enormi quantità di energie. Gli isotopi di idrogeno deuterio e trizio, per esempio, reagendo, creano un atomo di elio ed un neutrone {\displaystyle \left(_{}^{2}{D}+{}^{3}{T}\longrightarrow _{}^{4}{H}e+n+17.6~MeV\right)}. La fusione nucleare è la reazione che si svolge all’interno delle stelle e viene già adoperata dall’uomo per scopi militari nelle armi termonucleari, al contrario, l’utilizzo per scopi civili richiede delle tecnologie molto più raffinate. Per far sì che i nuclei si fondano, le loro energie cinetiche devono essere sufficienti per superare il potenziale di Coulomb fino alla distanza tra i nuclei, per la quale le forze nucleari (attrattive) uguagliano quella coulombiana (repulsiva). Queste energie cinetiche richiedono temperature estremamente elevate.
La Z machine è un'apparecchiatura progettata negli Stati Uniti per la ricerca sui materiali con i plasmi a temperature fino a {\displaystyle 2\times {10}^{9}~K}, finalizzata allo sviluppo di tecnologie per l’uso pacifico della fusione nucleare. Per raggiungere queste temperature, si fanno passare delle correnti fino a {\displaystyle 2\times {10}^{7}~A} per dei fili di tungsteno che subito evaporano per formare un plasma. Le correnti passano poi per il plasma ed il campo magnetico indotto lo comprime fortemente cosicché si riscaldi ulteriormente. Il plasma successivamente porta le pareti del contenitore a riscaldarsi a temperature dell’ordine di grandezza del gigakelvin. Le pareti a loro volta emettono raggi X ad un’intensità che non viene raggiunta da altra sorgente sulla Terra, per qualche decina di nanosecondi la potenza di emissione arriva fino a 290 TW {\displaystyle \left(=2.9\times {10}^{14}~W\right)}. Per fornire un paragone, il medio consumo mondiale di energia elettrica è di circa 2.5 TW (2017). Per un breve momento la Z machine emette quindi radiazione X con una potenza 114 volte superiore alla potenza elettrica usata da tutto il mondo. Nonostante ciò, per la breve durata dell’impulso, l’energia trasformata è solo di qualche kilowattora. La pressione dei raggi X emessi viene impiegata per schiacciare una piccola capsula, contenente deuterio e trizio, e comprimerla sufficientemente per avviare il processo di fusione.